# Kids Only
Kids Only is een Belgisch semestrieelblad dat uitgegeven wordt door Sanoma Media Belgium. 
Het blad verschijnt in beide landstalen en draagt in beide landsdelen dezelfde titel. Kids Only brengt een mix van kindgerelateerde onderwerpen.
Lijst van tijdschriften in België